# 가토 에이조·도이치 기념미술관

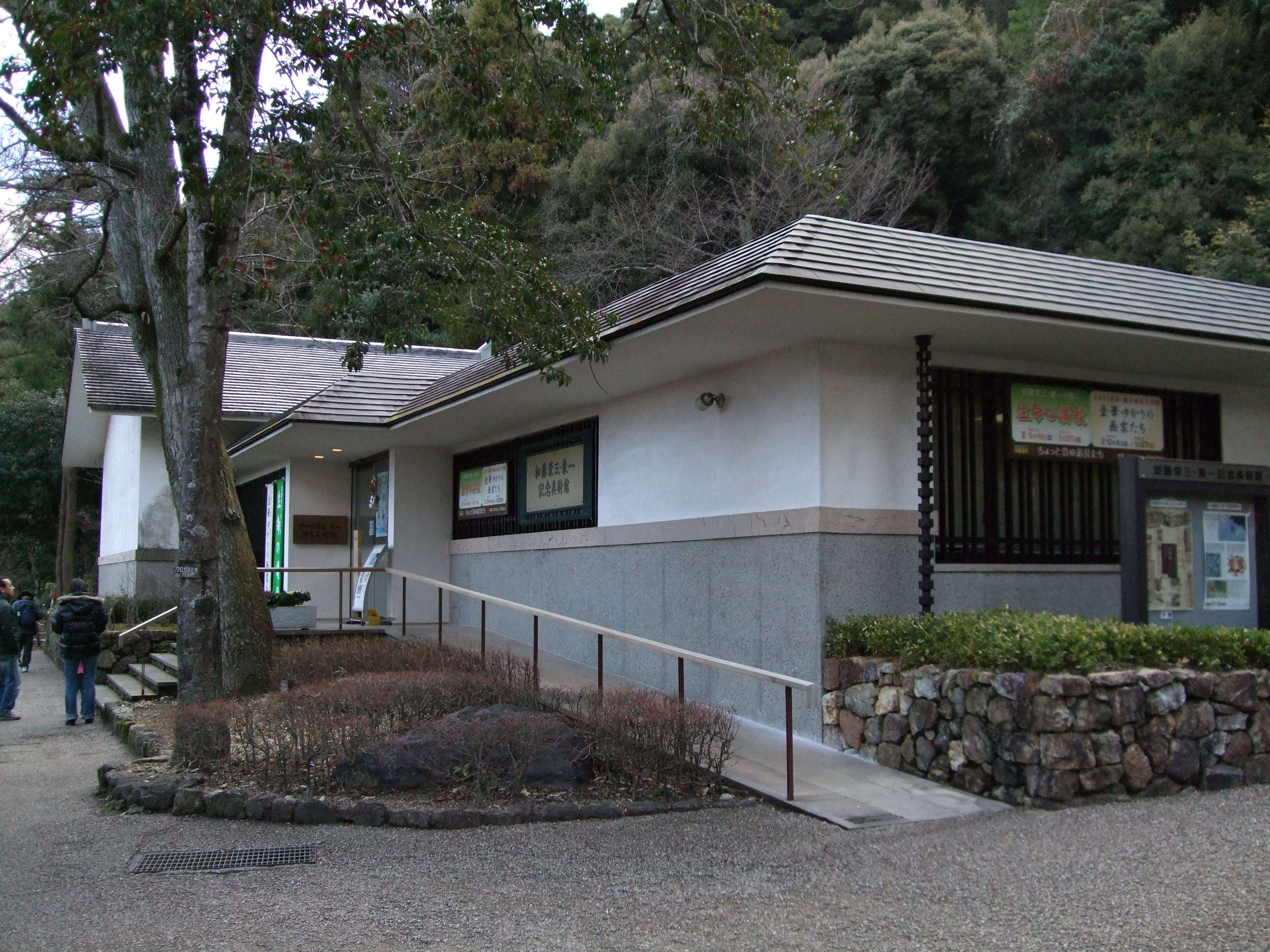
가토 에이조·도이치 기념미술관

가토 에이조·도이치 기념미술관(일본어: 加藤栄三・東一記念美術館 가토에이조・도이치키넨비쥬쓰칸[*])은 기후 공원 내에 있는 기후 시 역사박물관 분관의 미술관이다. 가토 에이조, 가토 도이치 형제의 업적을 기리기 위해 세어졌다.